# دیسکاوری ۳
دیسکاوری ۳ (به انگلیسی: Discovery III) یک کشتی است که طول آن ۱۵۶ فوت (۴۸ متر) می‌باشد. این کشتی در سال ۱۹۸۷ ساخته شد.